# Margveti Zestaponi
El Margveti Zestafoni fue un equipo de fútbol de Georgia que jugó en la Umaglesi Liga, la liga de fútbol más importante del país.
Fue fundado en el año 1990 en la ciudad de Zestafoni para jugar en el Torneo de liga en Georgia y retirarse del sistema de competencia de la Unión Soviética, siendo acompañado por equipos como el FC Dinamo Tbilisi y el FC Guria Lanchkhuti. Tuvo como rivales al FC Zestafoni y al Metallurgi Zestafoni, de la misma ciudad, pero a los que nunca se enfrentó en los torneos de liga.
Comenzó desde la Pirveli Liga y de inmediato obtuvo el ascenso a la Umaglesi Liga, donde obtuvo un subcampeonato, descendiendo en la Temporada 1997/98. Nunca fue campeón de Copa.
A nivel internacional participó en 1 torneo continental, en la Copa UEFA de 1996/97, en la que fue eliminado en la Ronda Preliminar por el Sliema Wanderers FC de Malta.
El equipo desapareció en el año 2000 luego de declararse en bancarrota y sus rivales de Zestafoni reclaman ser los sucesores del equipo.

## Palmarés
- Umaglesi Liga: 0
  - Subcampeón: 1

1995/96

## Participación en competiciones de la UEFA
- Copa UEFA: 1 aparición

1997 - Ronda Preliminar

### Partidos en UEFA
| Temporada | Torneo    | Ronda      | País  | Club                | Marcador |
| --------- | --------- | ---------- | ----- | ------------------- | -------- |
| 1996/97   | Copa UEFA | Preliminar | Malta | Sliema Wanderers FC | 3-1, 0-3 |